# هزره، قوسار
هزره (به ترکی آذربایجانی: Həzrə) یک منطقه مسکونی در جمهوری آذربایجان است که در شهرستان قوسار واقع شده است. هزره ۱۴۵۴ نفر جمعیت دارد.

## جغرافیا
هزره در کرانه رود سامور و در نزدیکی مرز جمهوری آذربایجان و فدراسیون روسیه واقع شده است.